# تیپ ۲۷۷ پیاده قوچان

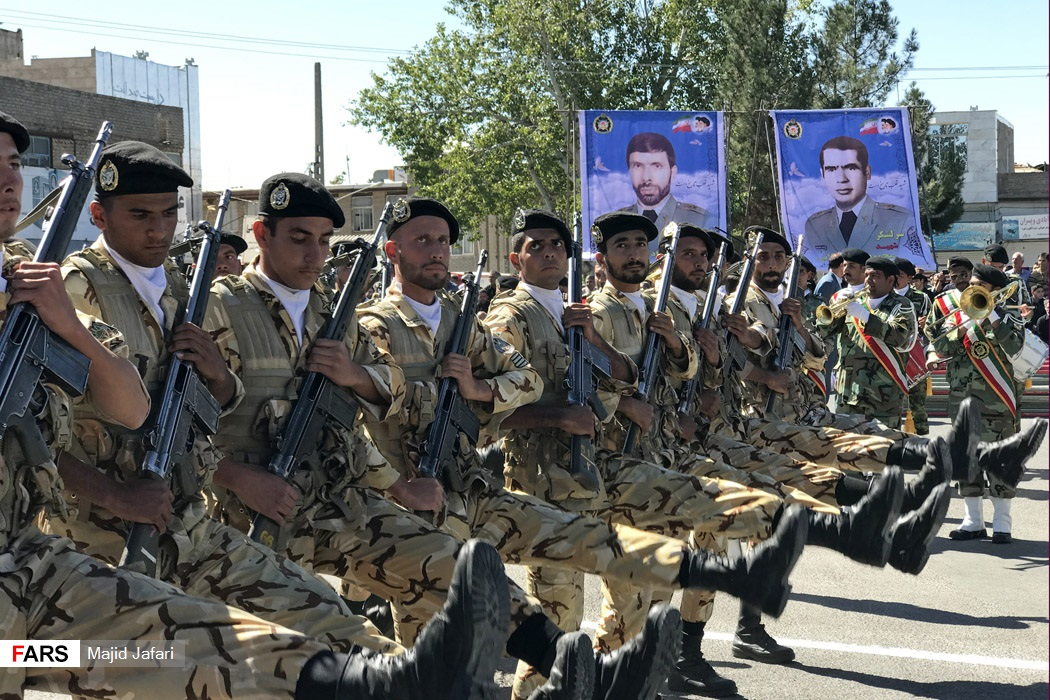
رژه سربازان تیپ ۲۷۷ به‌مناسبت سالگرد جنگ ایران و عراق در سال ۱۳۹۷، قوچان

تیپ ۲۷۷ پیاده قوچان یا تیپ ۲۷۷ متحرک هجومی از تیپ‌های پیاده‌نظام نیروی زمینی ارتش جمهوری اسلامی ایران، زیرمجموعه لشکر ۷۷ پیاده خراسان و تحت امر قرارگاه منطقه‌ای شمال‌شرق نزاجا است، که پادگان و ستاد فرماندهی آن در شهر قوچان، استان خراسان رضوی مستقر می‌باشد. تیپ ۲۷۷ پیاده قوچان در خلال جنگ ایران و عراق، از یگان‌های عمل‌کننده ارتش جمهوری اسلامی ایران و تحت امر لشکر ۷۷ پیاده خراسان بود. هم‌اکنون سرتیپ‌دوم امیدرضا ذوالقدر فرماندهی تیپ ۲۷۷ پیاده قوچان را برعهده دارد.